# Puscifer
A Puscifer (IPA: pʊsᵻfər) 1995-ben alakult együttes, amely a népszerű Tool zenekar legelső mellék-projektjének számít (a második az 1999-ben alakult A Perfect Circle). Több műfajban is játszanak: alternatív rock, trip-hop, indusztriális rock, elektronikus rock, ambient. Maynard James Keenan az egyetlen olyan tag, aki a kezdetektől fogva benne van a zenekarban. További tagok: Carina Round, Mat Mitchell, Jeff Friedl (ő játszott A Perfect Circle-ben is), Mahsa Zargaran és Paul Barker.
Eredetileg Umlaut néven tevékenykedtek.  A Puscifer nevet a Mr. Show című kultikus tévésorozatból vették át. Maynard James Keenan szerint a névnek nincs jelentése, csak "tetszett a név hangzása".

## Diszkográfia
- "V" is for Vagina (nagylemez, 2007)
- Conditions of My Parole (nagylemez, 2011)
- Money Shot (nagylemez, 2015)
- Existential Reckoning (nagylemez, 2020)

### Egyéb kiadványok
- "V" is for Viagra: The Remixes (remix album, 2008)
- "D" is for Dubby: The Lustmord Dub Mixes (remix album, 2008)
- Sound into Blood into Wine (filmzenei album/válogatáslemez, 2010)
- All Re-Mixed Up (remix album, 2013)
- Money Shot Your Re-Load (remix album, 2016)
- Puscifer's 8-Ball Bail Bonds - The Bigger Barns Live in Phoenix (koncertalbum, 2013)
- What Is... (koncertalbum, 2013)
- Don't Shoot the Messenger (EP, 2007)
- "C" is for...(Please Insert Sophomoric Genitalia Reference HERE) (EP, 2009)
- Donkey Punch the Night (EP, 2013)